# 한네스 알벤
한네스 올로프 예스타 알벤(스웨덴어: Hannes Olof Gösta Alfvén, 1908년 5월 30일 - 1995년 4월 2일)은 자기 유체 역학(MHD)의 연구에 대한 공로로 1970년에 노벨 물리학상을 받은 스웨덴의 물리학자이자 전기 공학자이다. 그는 자기 유체파의 종류에 대해 역설했다. 그는 원래 전기 공학자였지만 후에 플라즈마 물리학자로 전향했다. 그는 오로라의 성질 규명, 밴 앨런 대, 지구 자기장 내에서의 자기 폭풍, 지자기권, 은하수에서의 플라즈마 역학 등 플라즈마 물리학에 큰 공헌을 하였다.

## 생애
1937년, 그는 플라즈마가 우주 전체에 골고루 퍼져 있다면 그것들이 전류를 형성하여 은하 단위의 거대한 자기장을 형성할 수 있을 것이라고 주장했다. 노벨 물리학상을 받은 직후 그의 설명은 다음과 같다.
| “ | 현재의 플라즈마의 분포를 알아내려면, 자기장뿐만 아니라 전기장과 전류까지도 도식화할 필요성이 있습니다. 우주는 아주 먼 거리를 이동하는 에너지의 흐름으로 차 있습니다. 보통 흐름은 섬유의 형태 혹은 표면의 흐름으로 나타납니다. 그 중 후자가 행성 간의, 혹은 은하간의 흐름이리라 봅니다. | ” |

이에 관한 그의 이론적인 업적은 인공위성 탐사로 증명되었고, 1974년 버켈랜드 전류의 발견을 이끌었다.

## 청년 시절
1934년, 웁살라 대학교에서 초단 전자기파에 대한 조사라는 주제로 박사 학위를 받은 그는 웁살라 대학교와 스톡홀름의 노벨 물리학 연구소에서 물리학을 가르쳤다. 1940년에는 왕립 공과 대학의 전자기 이론과 전기적 측정 학과의 정교수가 되었다. 1945년, 그는 전기 학부의 학부장을 맡았다. 1954년부터 이듬해까지 그는 메릴랜드 대학교, 컬리지파크에 풀브라이트 장학생으로 가 있었다. 1967년, 스웨덴을 떠나 잠시 소비에트 연방에 머무른 그는 미국으로 거주지를 옮겨 캘리포니아 대학교 샌디에이고와 서던 캘리포니아 대학교의 전기 공학 학부에서 일했다.

## 연구, 수상, 업적

### 연구
오랜 기간 동안 그는 우주 과학 분야에서 권위 있는 과학자인 영국계 미국인 시드니 채프먼과 의견이 충돌했다. 이러한 충돌은 보통 논문 평가 심사(Peer review system)로 인해 빚어졌다. 알벤은 권위있는 과학자들이 과학 잡지에 게재한 논문에 별로 만족하지 못했다. 그가 자기 폭풍과 오로라에 관해 작성한 논문은 일부 잡지에서 일반적인 예측과 동떨어진다는 이유로 게재가 거부되기 일쑤였다. 그는 다수의 과학자들에 의해 이단으로 취급되었다. R. H. 스튜어는 이에 대해
| “ | 그는 그저 적대적인 외톨이로 취급됐습니다. 노벨 상을 받은 이후에도 과학자들은 그를 별로 존경하지 않았지요...". | ” |

라고 말했다. 알벤이 이에 대해 회상한 바는 다음과 같다.
| “ | 내가 논문 평가 때문에 플라즈마에 대해 설명했을 때, 대부분의 심사 위원들은 내가 무슨 소리를 하는지 못 알아듣고 퇴짜를 놓았습니다. 이 말인즉슨, 미국 과학을 이끌어나가는 잡지들이 내 논문을 받아들이지 못했다는 것이죠. | ” |

### 수상
1988년, 그는 태양계 내부의 운석과 플라즈마에 대해 연구한 공로로 미국 지구 과학 협회에서 수여하는 보위 메달을 받았다.
유럽 물리학 협회에서 매년 수여하는 한스 알벤 상은 플라즈마 물리학에 대한 공로로 그의 이름을 따 명명된 것이다.
그는 다음과 같은 상을 받았다.
- 스웨덴 왕립 천문학 협회 메달 (1967년)
- 프랭클린 연구소, 프랭클린 메달 (1971년)
- 소비에트 연방 과학 아카데미, 로모노소프 메달 (1971년)

### 회원
- 스웨덴 왕립 과학 아카데미
- 스웨덴 왕립 기계 과학 아카데미
- 전기 전자 공학 연구소 (평생 회원)
- 유럽 물리학 협회
- 미국 예술 과학 아카데미
- 유고슬라비아 과학 아카데미
- 퍼그워시 회의
- 국제 과학 아카데미
- 인도 국립 과학 아카데미

덧붙여, 그는 미국의 과학 아카데미와 소비에트 연방의 과학 아카데미에 동시에 가입한 몇 안 되는 과학자 중 하나였다.

### 업적
그는 다음의 분야에서 주도적인 역할을 해 냈다.
- 플라즈마 물리학
- 하전 입자 빔
- 성간 물리학
- 자기권 물리학
- 자기 유체 역학
- 태양 관련 현상(태양풍 등)에 대한 조사
- 오로라

1939년에 그는 자기 폭풍과 오로라, 지구 자기장 내에서의 플라즈마 역학에 대한 이론을 발표했다.
그의 이론을 응용해 알아낸 것에는 다음이 있다.
- 벤 앨런 대 이론
- 자기 폭풍 발생시 지구의 자기장 감소
- 지자기권 (지구 주위를 감싸고 있는 플라즈마)
- 혜성의 꼬리 방향
- 은하에서의 플라즈마 역학

그의 견해는 자기권 물리학의 창시자인 크리스티안 버클랜드의 이론을 따르는 것이다. 19세기 말, 크리스티안 버클랜드는 지구의 자기장 내로 흘러 들어오는 전류에 의해 오로라나 자기 폭풍이 일어난다고 보았다.

## 알벤의 우주론 모델
그는 빅뱅에 관한 문제는 천체 물리학자들이 관측 가능한 현상들보다는 칠판에서 만든 이론들을 가지고 우주의 기원을 예측하는 데 있다고 보았다. 심지어 그는 빅뱅 이론은 창조론을 뒷받침하는 도구로 생각하고 믿지 않았다. 그와 그의 동료들은 빅뱅 이론과 정상우주론을 대신할 모델로 알벤-클라인 모델을 제안했다.

## 말년
1991년, 그는 모든 교수직에서 은퇴했고 남은 생애를 캘리포니아와 스웨덴을 왕래하며 보내다가 86세를 일기로 사망했다. 소행성 1778 알벤은 그의 이름을 따서 명명되었다.

## 같이 보기
- 태양권 전류판
- 자기 재결합
- 자기 음향파
- 태양풍